# Agnes Szatmari
Agnes Szatmari (ur. 28 czerwca 1987 w Gheorgheni) – rumuńska tenisistka.
Tenisistka występująca głównie w turniejach ITF, na których zadebiutowała w 2003 roku w Bukareszcie. Wzięła tam udział w kwalifikacjach ale występ nie był udany i odpadła po pierwszej rundzie. Pierwszy raz w turnieju głównym zagrała we wrześniu 2004 roku w meksykańskim Matamoros, wygrywając kwalifikacje. W pierwszej rundzie turnieju głównego pokonała Polkę, Katarzynę Siwosz, ale było to jej jedyne zwycięstwo w tym turnieju i odpadła w drugiej rundzie. Pod koniec października tego samego roku osiągnęła finał turnieju w Lagos, który jednak przegrała z Tiffany Dabek, ale odniosła cenne zwycięstwo w ćwierćfinale, pokonując Rosjankę Wasilisę Bardinę. W maju 2005 roku ponownie osiągnęła finał, tym razem na turnieju w Mostarze ale podobnie jak w poprzednim musiała uznać wyższość rywalki. Wygrała natomiast swój pierwszy turniej w grze deblowej w Bukareszcie, w parze z Claudią Corduneanu po tym, jak para Liana Balaci i Simona Matei oddała mecz walkowerem.
2006 rok przyniósł jej sukcesy w postaci dwóch wygranych turniejów singlowych i dwóch deblowych. Najpierw w maju wygrała turniej singlowy w rumuńskim Aradzie, pokonując w finale Karolinę Jovanovic a potem, na początku października w Batumi wygrała drugi turniej, pokonując tym razem Petrę Cetkovską. Dołożyła do tego jeszcze dwa wygrane turnieje deblowe w Lagos i w Pune.
W 2007 roku kilkakrotnie zagrała w kwalifikacjach do turniejów WTA i chociaż a żadnym z nich nie udało jej się awansować do fazy głównej to odnotowała cenne zwycięstwo nad zawodniczką będącą kiedyś na 16. miejscu w światowym rankingu, Irodą Tulyaganovą. Od początku 2008 roku kontynuowała grę w kwalifikacjach do turniejów WTA i w marcu, po raz pierwszy w karierze, przeszła kwalifikacje i zagrała w turnieju głównym w Bengaluru. W kwalifikacjach pokonała takie zawodniczki jak: Emmanuelle Gagliardi, Chrystyna Antonijczuk i Melanie South, a w fazie głównej, turnieju w pierwszej rundzie, wygrała z reprezentantką gospodarzy Ishą Lakhani i przegrała w drugiej z Wierą Zwonariową. Jeszcze tego samego roku wystąpiła w kwalifikacjach do turniejów wielkoszlemowych, w Roland Garros i Wimbledonie ale odpadła po pierwszych rundach, przegrywając odpowiednio z Salimą Safar i Kirsten Flipkens. Były to jej jedyne kontakty z Wielkim Szlemem.
W maju 2009 roku po raz drugi w karierze zagrała w turnieju głównym WTA i było to w Warszawie, na którym przegrała jednak w pierwszej rundzie, z późniejszą zwyciężczynią tego turnieju, Alexandrą Dulgheru.

## Wygrane turnieje rangi ITF
| turnieje z pulą nagród 100 000 $ |
| turnieje z pulą nagród 75 000 $  |
| turnieje z pulą nagród 50 000 $  |
| turnieje z pulą nagród 25 000 $  |
| turnieje z pulą nagród 15 000 $  |
| turnieje z pulą nagród 10 000 $  |

### Gra pojedyncza
|    | Data       | Turniej | Kat. | ($)    | Naw.   | Finalistka         | Wynik    |
| 1. | 30/07/2006 | Arad    | ITF  | 10 000 | ziemna | Karolina Jovanovic | 6:1, 6:3 |
| 2. | 01/10/2006 | Batumi  | ITF  | 25 000 | twarda | Petra Cetkovská    | 6:3, 6:3 |